# عصوية ذهبية برتقالية
عصوية ذهبية برتقالية (الاسم العلمي: Chryseobacterium luteum) هي نوع من البكتيريا، سلبية الغرام، تتبع جنس عصوية ذهبية.